# Liste indisch-portugiesischer Städte- und Gemeindepartnerschaften
Diese Liste indisch-portugiesischer Städte- und Gemeindepartnerschaften führt die Städte- und Gemeindefreundschaften zwischen den Ländern Indien und Portugal auf.
1989 entstand die erste indo-portugiesische Städtepartnerschaft, bisher kamen zwei weitere dazu (Stand 2010). Anknüpfungspunkt ist in allen Fällen die portugiesische Vergangenheit der Orte. Sie waren bedeutende Ortschaften Portugiesisch-Indiens, der von 1505 bis 1961 bestandene indische Teil des Portugiesischen Kolonialreichs.

## Liste der Städtepartnerschaften und -freundschaften
| Indischer Ort | Portugiesischer Ort | Seit | Anmerkung            |
| ------------- | ------------------- | ---- | -------------------- |
| Damão         | Coimbra             | 2004 |                      |
| Pangim        | Lissabon            | 1989 | Kooperationsabkommen |
| Diu           | Loures              | 1998 |                      |